# غلين باسيت
غلين باسيت (بالإنجليزية: Glenn Bassett)‏ هو لاعب كرة مضرب أمريكي، ولد يوم 22 مايو 1927 واشتهر في أواسط القرن العشرين.